# ヒーローコール
ヒーローコール（欧字名: Hero Call、2020年5月2日 - ）は、日本の競走馬。2022年のNARグランプリ2歳最優秀牡馬である。
主な勝ち鞍は2023年の戸塚記念、黒潮盃、雲取賞、2022年の鎌倉記念、2025年の報知オールスターカップ。

## 経歴

### デビュー前
2020年5月2日に北海道新ひだか町で誕生し、2021年の北海道サマーセール1歳市場にて330万円で取引された。

### 2歳（2022年）
デビューから5戦4勝して鎌倉記念で重賞に初挑戦すると、単勝1.6倍の圧倒的支持を集めた。先手を奪ったスペシャルエックスに外から並びかけるように先行し、後続を大きく離して2頭のマッチレースとなったが、残り100mを切ったところで振り切り重賞初制覇を果たした。
つづく全日本2歳優駿では、騎乗予定であった森泰斗が負傷のため、笹川翼に乗り替わりとなった。ここではJRA勢に及ばず4着に敗れた。

### 3歳（2023年）
1月17日に「NARグランプリ2022」がNARから発表され、3015票を獲得してNARグランプリ2歳最優秀牡馬に選出された。
年明け初戦は雲取賞から始動。鎌倉記念や全日本2歳優駿の走りから、ハイセイコー記念勝ち馬のマンダリンヒーローを抑えて最有力候補と目された。道中2番手を追走し、直線早め先頭から押し切り、単勝1.5倍の圧倒的支持に応えた。京浜盃と羽田盃の優先出走権を獲得したが、陣営は京浜盃と同時期に行われるJRAの伏竜ステークスへの出走を明言した。
伏竜ステークスでは、中盤で外から一気に押し上げて3番手の外に並びかけるも、逃げたミトノオーの脚色がまったく鈍らず、追い込んだモックモックにも交わされ3着に敗れた。
南関東3歳三冠第1戦の羽田盃では、単勝1.4倍の圧倒的1番人気に支持されるも、直線でミックファイアに引き離され、6馬身差の2着に敗れた。三冠第2戦の東京ダービーでも、ふたたびミックファイアに6馬身差をつけられ2着となった。騎乗した森は「相手を褒めるしかない」と勝ち馬を讃えた。
ジャパンダートダービーには出走せず、サンタアニタトロフィーで古馬との初対戦に臨んだ。しかしシュアゲイトの10着と敗れ、森は「斤量も見込まれたし、古馬のマイルのペースに戸惑った感じ」と敗因を分析した。同月、黒潮盃に出走すると、米G1・サンタアニタダービー2着のマンダリンヒーローの凱旋レースであったため「ヒーロー対決」として注目が集まった。道中3番手から残り100mで先頭に立つと、マンダリンヒーローの追い上げを振り切り3つ目の重賞タイトルを手にした。
9月14日、戸塚記念に出走。単勝1.4倍の断然人気に推された。3コーナー手前から先頭に立つと、持ったまま後続を引き離してSI初制覇となった。2着のマンダリンヒーローとは6馬身差、3着タイガーチャージはそこから5馬身差の圧勝劇である。

## 競走成績
以下の内容は、netkeiba.comおよびJBISサーチの情報に基づく。
| 競走日     | 競馬場 | 競走名               | 格     | 距離 （馬場） | 頭 数 | 枠 番 | 馬 番 | オッズ （人気） | 着順 | タイム （上り3F） | 着差 | 騎手        | 斤量 [kg] | 1着馬（2着馬）         | 馬体重 [kg] |
| ---------- | ------ | -------------------- | ------ | ------------- | ----- | ----- | ----- | --------------- | ---- | ----------------- | ---- | ----------- | --------- | ---------------------- | ----------- |
| 2022.05.30 | 浦和   | ドリームチャレンジ   |        | ダ0800m（良） | 7     | 7     | 7     | 001.30（1人）   | 01着 | R0:48.1（35.5）   | -0.3 | 0左海誠二   | 54        | （ニッショウミライ）   | 465         |
| 0000.06.24 | 船橋   | 紅花特別             |        | ダ1200m（稍） | 10    | 1     | 1     | 002.30（2人）   | 02着 | R1:16.8（41.0）   | -0.0 | 0左海誠二   | 54        | メイクアストーリー     | 467         |
| 0000.07.05 | 川崎   | シャイニングスター賞 |        | ダ1400m（良） | 10    | 7     | 8     | 002.40（1人）   | 01着 | R1:31.0（39.6）   | -2.3 | 0左海誠二   | 54        | （グルーリー）         | 467         |
| 0000.08.03 | 川崎   | シャイニングヒーロー |        | ダ1400m（良） | 8     | 4     | 4     | 001.00（1人）   | 01着 | R1:30.9（39.1）   | -0.5 | 0笹川翼     | 55        | （ライズゾーン）       | 469         |
| 0000.09.13 | 川崎   | 若武者賞             | 準重賞 | ダ1500m（良） | 9     | 1     | 12    | 002.70（2人）   | 01着 | R1:34.9（39.2）   | -1.2 | 0左海誠二   | 56        | （ウインドフレイバー） | 482         |
| 0000.10.12 | 川崎   | 鎌倉記念             | SII    | ダ1500m（重） | 9     | 7     | 7     | 001.60（1人）   | 01着 | R1:35.0（39.9）   | -0.4 | 0左海誠二   | 55        | （スペシャルエックス） | 488         |
| 0000.12.14 | 川崎   | 全日本2歳優駿        | JpnI   | ダ1600m（稍） | 14    | 2     | 2     | 016.00（4人）   | 04着 | R1:44.2（41.3）   | -0.2 | 0笹川翼     | 55        | デルマソトガケ         | 492         |
| 2023.02.23 | 大井   | 雲取賞               | SIII   | ダ1800m（良） | 10    | 7     | 8     | 001.50（1人）   | 01着 | R1:54.4（37.6）   | -0.2 | 0森泰斗     | 57        | （マンダリンヒーロー） | 496         |
| 0000.03.25 | 中山   | 伏竜S                | OP     | ダ1800m（不） | 14    | 1     | 1     | 007.40（4人）   | 03着 | R1:52.7（39.0）   | -0.8 | 0森泰斗     | 57        | ミトノオー             | 490         |
| 0000.05.10 | 大井   | 羽田盃               | SI     | ダ1800m（稍） | 16    | 4     | 8     | 001.40（1人）   | 02着 | R1:52.1（38.0）   | -1.2 | 0森泰斗     | 56        | ミックファイア         | 493         |
| 0000.06.07 | 大井   | 東京ダービー         | SI     | ダ2000m（重） | 15    | 2     | 3     | 003.50（2人）   | 02着 | R2:06.0（38.1）   | -1.2 | 0森泰斗     | 56        | ミックファイア         | 492         |
| 0000.08.02 | 大井   | サンタアニタT        | SIII   | ダ1600m（重） | 14    | 5     | 8     | 002.80（1人）   | 10着 | R1:40.3（39.3）   | -2.0 | 0森泰斗     | 57        | シュアゲイト           | 496         |
| 0000.08.16 | 大井   | 黒潮盃               | SII    | ダ1800m（不） | 14    | 7     | 12    | 002.60（2人）   | 01着 | R1:52.1（37.1）   | -0.3 | 0森泰斗     | 58        | （マンダリンヒーロー） | 503         |
| 0000.09.14 | 川崎   | 戸塚記念             | SI     | ダ2100m（良） | 12    | 3     | 3     | 001.40（1人）   | 01着 | R2:16.6（38.6）   | -1.3 | 0森泰斗     | 56        | （マンダリンヒーロー） | 504         |
| 0000.11.23 | 浦和   | 浦和記念             | JpnII  | ダ2000m（良） | 12    | 7     | 9     | 005.00（4人）   | 04着 | R2:07.9（38.6）   | -1.3 | 0森泰斗     | 54        | ディクテオン           | 515         |
| 2024.01.18 | 船橋   | 報知グランプリC      | SIII   | ダ1800m（良） | 9     | 1     | 1     | 002.70（2人）   | 02着 | R1:53.8（37.7）   | -0.4 | 0笹川翼     | 56        | エルデュクラージュ     | 512         |
| 0000.02.01 | 川崎   | 報知オールスターC    | SIII   | ダ2100m（良） | 9     | 3     | 3     | 003.00（2人）   | 04着 | R2:17.7（41.7）   | -1.5 | 0笹川翼     | 57        | ライトウォーリア       | 519         |
| 0000.03.07 | 船橋   | 京成盃GM             | SII    | ダ1600m（重） | 10    | 2     | 2     | 005.50（3人）   | 05着 | R1:40.8（39.6）   | -1.3 | 0御神本訓史 | 56        | ギガキング             | 512         |
| 0000.04.09 | 大井   | ブリリアントC        | SIII   | ダ1800m（不） | 13    | 5     | 6     | 002.50（1人）   | 02着 | R1:55.7（39.7）   | -0.2 | 0吉原寛人   | 57        | サヨノネイチヤ         | 506         |
| 0000.05.15 | 大井   | 大井記念             | SI     | ダ2000m（重） | 9     | 4     | 4     | 003.90（3人）   | 06着 | R2:09.4（39.0）   | -0.8 | 0矢野貴之   | 57        | サヨノネイチヤ         | 506         |
| 0000.08.28 | 船橋   | フリオーソLC         | SIII   | ダ1800m（良） | 13    | 8     | 12    | 007.40（4人）   | 04着 | R1:54.3（39.3）   | -1.1 | 0本田正重   | 56        | ナニハサテオキ         | 508         |
| 0000.10.23 | 浦和   | 埼玉新聞栄冠賞       | SIII   | ダ2000m（良） | 10    | 4     | 4     | 006.80（3人）   | 04着 | R2:09.9（38.5）   | -0.8 | 0吉原寛人   | 56        | ナニハサテオキ         | 522         |
| 0000.12.04 | 大井   | 勝島王冠             | SII    | ダ1800m（良） | 15    | 3     | 4     | 006.80（4人）   | 09着 | R1:55.8（41.0）   | -2.8 | 0笹川翼     | 57        | キングストンボーイ     | 513         |
| 2025.01.29 | 大井   | 金盃                 | SII    | ダ2600m（良） | 15    | 2     | 3     | 010.70（5人）   | 03着 | R2:51.1（40.1）   | -1.3 | 0矢野貴之   | 56        | キリンジ               | 514         |
| 0000.02.05 | 川崎   | 報知オールスターC    | SIII   | ダ2100m（稍） | 14    | 5     | 7     | 012.20（3人）   | 01着 | R2:17.7（41.0）   | -0.1 | 0内田博幸   | 58        | （ライトウォーリア）   | 505         |
| 0000.04.17 | 大井   | ブリリアントC        | SIII   | ダ1800m（良） | 9     | 5     | 5     | 010.80（4人）   | 07着 | R1:53.9（38.8）   | -2.3 | 0内田博幸   | 57        | キングストンボーイ     | 497         |
| 0000.05.21 | 大井   | 大井記念             | SI     | ダ2000m（稍） | 15    | 6     | 11    | 044.70（7人）   | 07着 | R2:06.3（39.3）   | -1.9 | 0山中悠希   | 57        | ライトウォーリア       | 505         |
| 0000.07.02 | 大井   | 帝王賞               | JpnI   | ダ2000m（良） | 13    | 1     | 1     | 289.5（10人）   | 12着 | R2:07.8（41.8）   | -4.7 | 0山中悠希   | 57        | ミッキーファイト       | 506         |

- 競走成績は2025年7月2日現在

## 血統表
| ヒーローコールの血統          | ヒーローコールの血統                                 | ヒーローコールの血統                    | （血統表の出典）                        | （血統表の出典）  |
| 父系                          | キングマンボ系/ミスタープロスペクター系              | キングマンボ系/ミスタープロスペクター系 | キングマンボ系/ミスタープロスペクター系 | [ § 2 ]           |
| 父 ホッコータルマエ 2009 鹿毛 | 父の父キングカメハメハ 2001 鹿毛                     | Kingmambo                               | Mr. Prospector                          | Mr. Prospector    |
| 父 ホッコータルマエ 2009 鹿毛 | 父の父キングカメハメハ 2001 鹿毛                     | Kingmambo                               | Miesque                                 |                   |
| 父 ホッコータルマエ 2009 鹿毛 | 父の父キングカメハメハ 2001 鹿毛                     | *マンファス Manfath                     | *ラストタイクーン                       | *ラストタイクーン |
| 父 ホッコータルマエ 2009 鹿毛 | 父の父キングカメハメハ 2001 鹿毛                     | *マンファス Manfath                     | Pilot Bird                              |                   |
| 父 ホッコータルマエ 2009 鹿毛 | 父の母マダムチェロキー 2001 鹿毛                     | Cherokee Run                            | Runaway Groom                           | Runaway Groom     |
| 父 ホッコータルマエ 2009 鹿毛 | 父の母マダムチェロキー 2001 鹿毛                     | Cherokee Run                            | Cherokee Dame                           |                   |
| 父 ホッコータルマエ 2009 鹿毛 | 父の母マダムチェロキー 2001 鹿毛                     | *アンフォイルド Unfoiled                | Unbridled                               | Unbridled         |
| 父 ホッコータルマエ 2009 鹿毛 | 父の母マダムチェロキー 2001 鹿毛                     | *アンフォイルド Unfoiled                | Bold Foil                               |                   |
| 母 アインライツ 2001 黒鹿毛   | 母の父*ティンバーカントリー Timber Country 1992 栗毛 | Woodman                                 | Mr. Prospector                          | Mr. Prospector    |
| 母 アインライツ 2001 黒鹿毛   | 母の父*ティンバーカントリー Timber Country 1992 栗毛 | Woodman                                 | *プレイメイト                           |                   |
| 母 アインライツ 2001 黒鹿毛   | 母の父*ティンバーカントリー Timber Country 1992 栗毛 | Fall Aspen                              | Pretense                                | Pretense          |
| 母 アインライツ 2001 黒鹿毛   | 母の父*ティンバーカントリー Timber Country 1992 栗毛 | Fall Aspen                              | Change Water                            |                   |
| 母 アインライツ 2001 黒鹿毛   | 母の母セレクトレモン 1991 鹿毛                       | *プルラリズム Pluralisme                | The Minstrel                            | The Minstrel      |
| 母 アインライツ 2001 黒鹿毛   | 母の母セレクトレモン 1991 鹿毛                       | *プルラリズム Pluralisme                | Cambretta                               |                   |
| 母 アインライツ 2001 黒鹿毛   | 母の母セレクトレモン 1991 鹿毛                       | セレクトサンキスト                      | トウショウボーイ                        | トウショウボーイ  |
| 母 アインライツ 2001 黒鹿毛   | 母の母セレクトレモン 1991 鹿毛                       | セレクトサンキスト                      | マイソール                              |                   |
| 母系(F-No.)                   | フロリースカップ系(FN:3-l)                           | フロリースカップ系(FN:3-l)              | フロリースカップ系(FN:3-l)              | [ § 3 ]           |
| 5代内の近親交配               | Mr. Prospector 4 × 4 = 12.50%                        | Mr. Prospector 4 × 4 = 12.50%           | Mr. Prospector 4 × 4 = 12.50%           | [ § 4 ]           |
| 出典                          | 1. 2. 3. 4.                                          | 1. 2. 3. 4.                             | 1. 2. 3. 4.                             | 1. 2. 3. 4.       |

- 母の半兄サダムブルースカイ（父ラストタイクーン）は函館2歳ステークスの勝ち馬、2代母の全兄マルブツサンキストは小倉記念の勝ち馬である[22]。
- 牝系は明治時代に輸入された小岩井農場の基礎輸入牝馬の1頭・フロリースカツプの流れをくむ。6代母サンマリノの子孫にはミホランザン、セイウンワンダー、メリッサ、ミッキーグローリー、カツジなど活躍馬多数。